# 天龍寺
天龍寺是一坐位於日本京都府京都市右京區嵯峨天龍寺芒之馬場町的寺院，為臨濟宗天龍寺派大本山的寺院。山號「靈龜山」（れいぎざん）。本尊釋迦如來、開基（創立者）為足利尊氏、開山（初代住持）為夢窗疎石，當初是足利尊氏為了撫慰後醍醐天皇的亡靈而下令夢窗國師興建。該寺規模十分宏大，在京都五山中位居第一位，除了被日本列為特別名勝古蹟外，也在1994年12月時以「古都京都的文化財」的一部份而被聯合國教科文組織列入世界遺産名單之中。

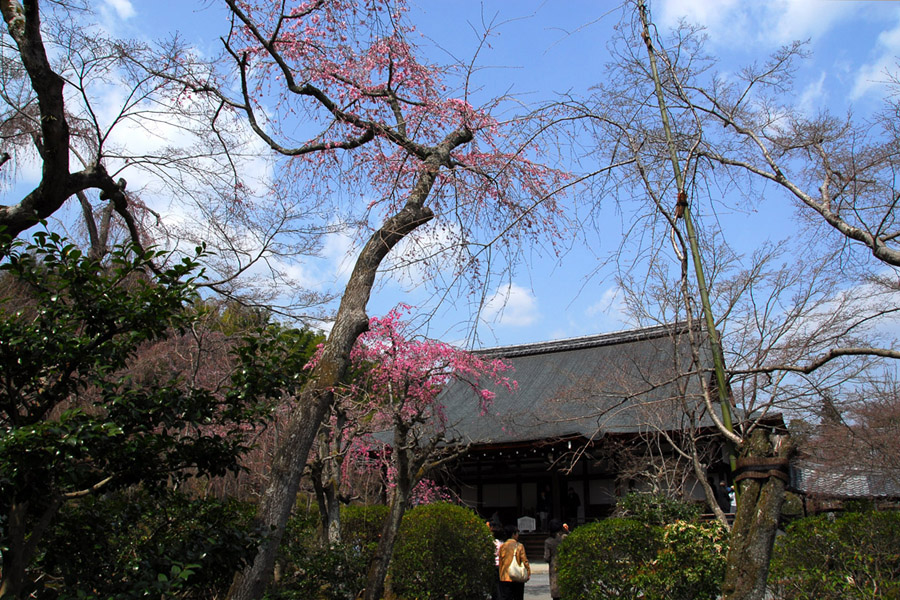
由於品種不同，天龍寺的櫻花通常較京都其他地區提早開花，而成為賞早櫻的知名勝地
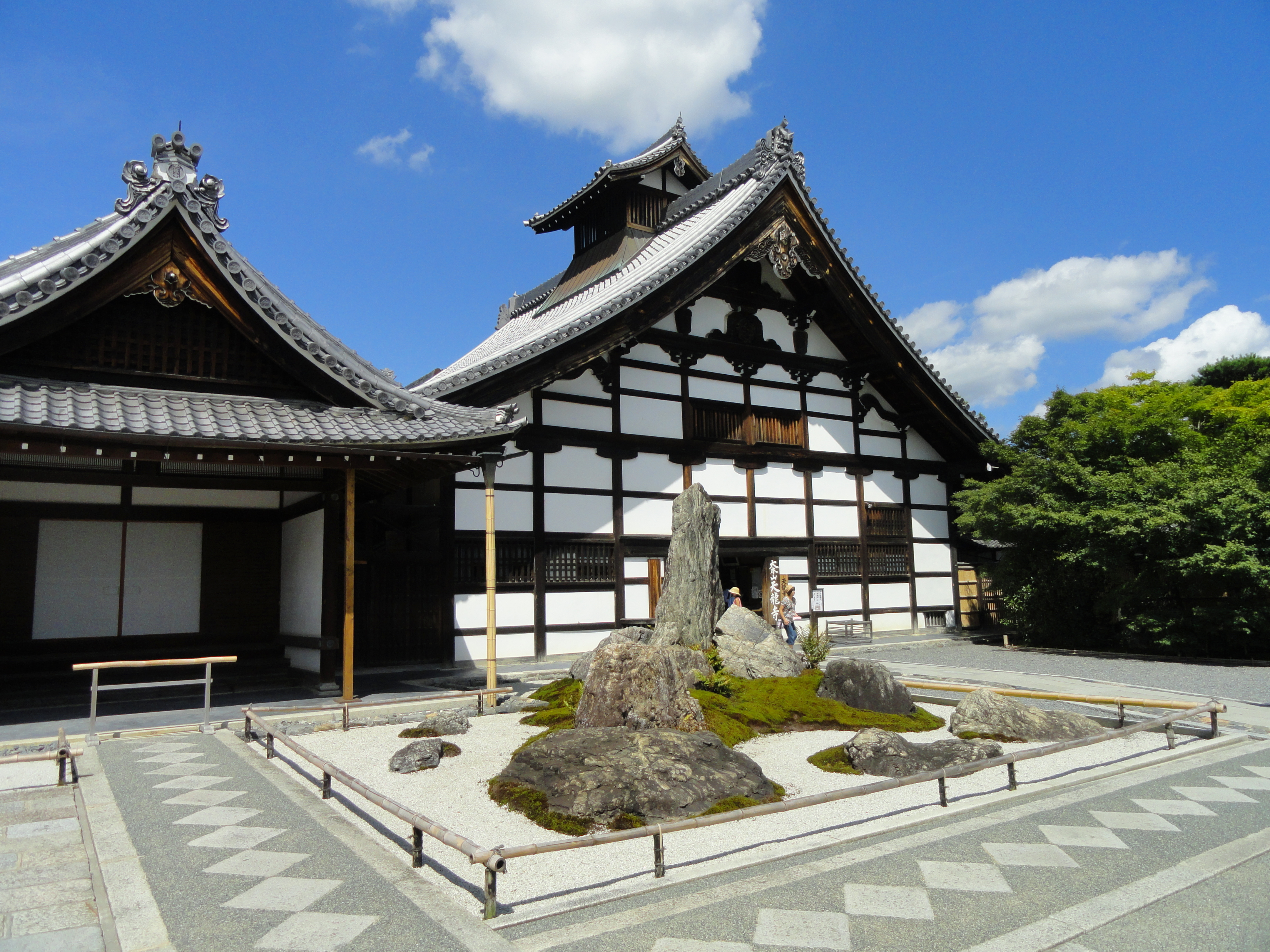
天龍寺的本殿入口
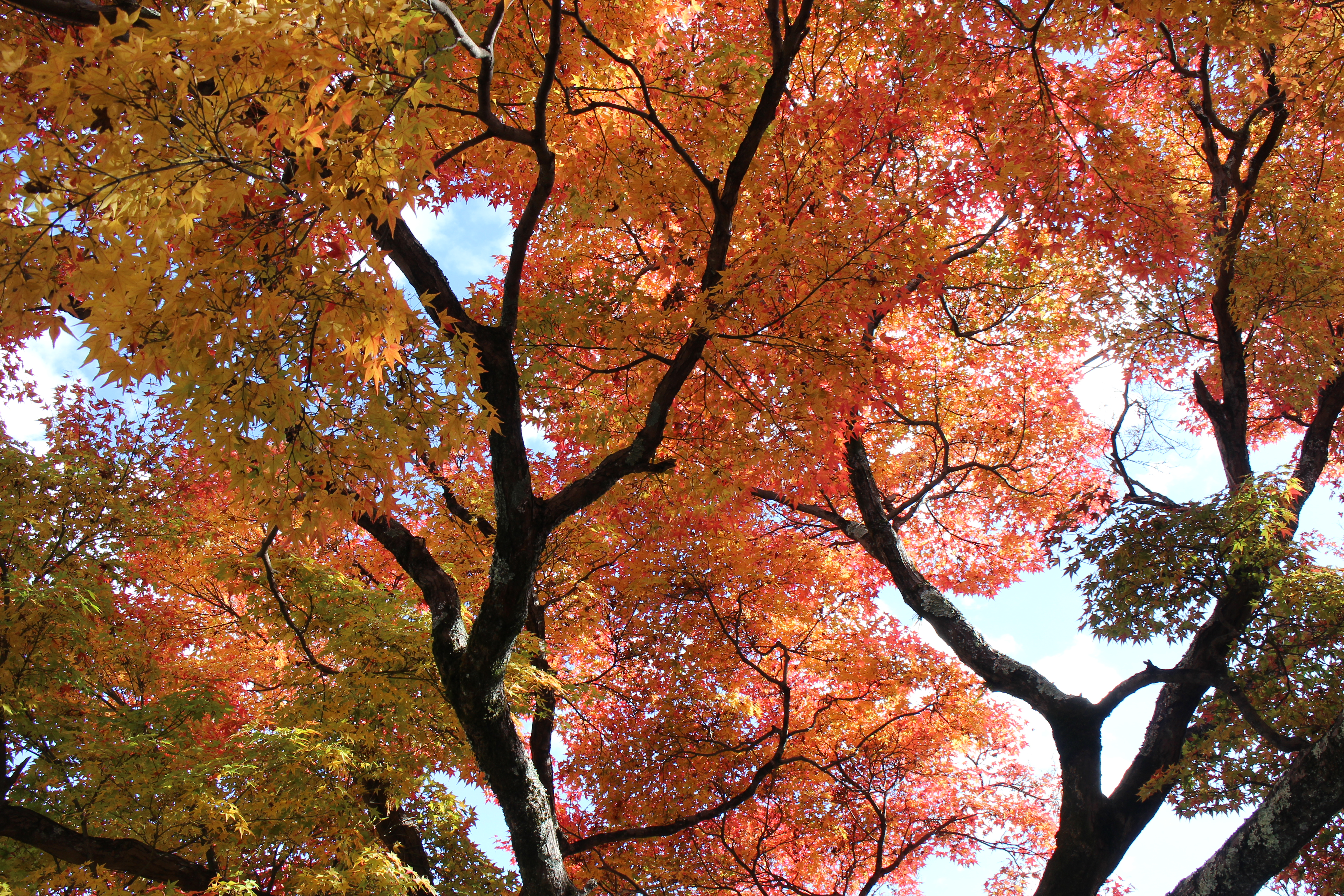
天龍寺的紅楓

## 歷史
天龍寺的前身是龜山天皇的離宮，後來在南北朝時代曆應二年（1339年）南朝51歲的後醍醐天皇在奈良吉野駕崩，當時在京都創立室町幕府的第一代征夷大將軍足利尊氏為了替後醍醐天皇祈求冥福，而下令夢窗國師所創建。至今已經有600多年的歷史，同時天龍寺也是京都五山第一位。